# Río Palmones
El río Palmones o río de las Cañas es un corto río costero del sur de España situado en la comarca andaluza del Campo de Gibraltar, en la provincia de Cádiz. 
Tiene una longitud de 37 km. Nace en Sierra Blanquilla, concretamente en la Lomas del Castaño, y desemboca en la bahía de Algeciras, por lo que pertenece a la demarcación hidrográfica de las cuencas mediterráneas de Andalucía.
El río Palmones sirve, en parte de su extensión, como límite entre los términos municipales de Algeciras y Los Barrios, y da nombre al barrio donde desemboca, la barriada de Palmones.

## Curso
Cerca de su nacimiento se le unen los arroyos de Melta y de Los Gatitos por las márgenes derecha e izquierda respectivamente. En el tramo medio, aportan sus aguas los arroyos de Valdespera y Valdeinfierno, el arroyo de Benarax, Matavacas y Botafuego. En su desembocadura recibe a su afluente mayor, el río Guadacorte. Sus últimos metros discurren por una zona de marisma, el Paraje natural de las marismas del Río Palmones, para desembocar en la Bahía de Algeciras.

## Historia
En la antigüedad, los ríos Palmones y Guadacorte formaban en la desembocadura una gran marisma abierta al mar que con el tiempo se fue cerrando debido a la formación de un cordón dunar (que hoy forma la playa de El Rinconcillo y la playa de Palmones). En la Edad Media este río fue escenario de uno de los enfrentamientos bélicos preliminares a la toma de Algeciras por parte de Alfonso XI de Castilla conocido como la batalla del río Palmones (1342).